# Witold Rowicki

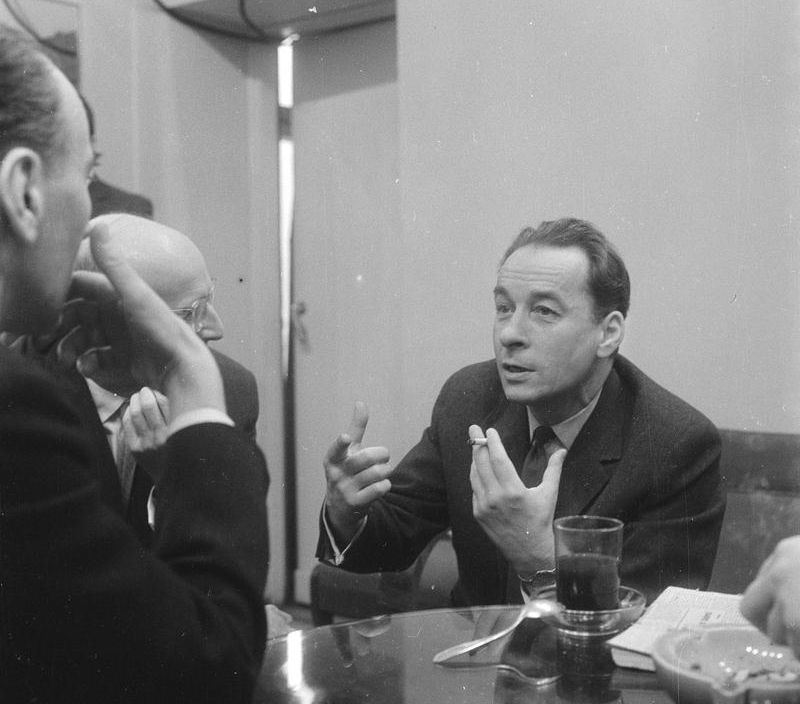
Witold Rowicki (1965)

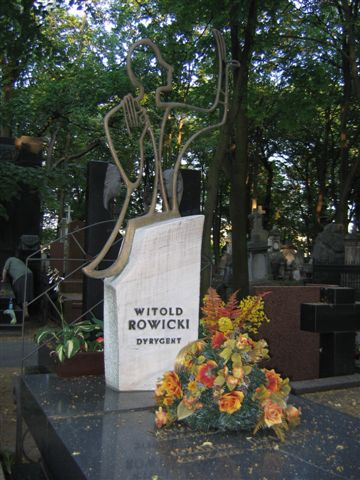
Witold Rowickis Grab auf dem Powązki-Friedhof in Warschau

Witold Rowicki (wirklicher Familienname Kałka; * 26. Februar 1914 in Taganrog; † 1. Oktober 1989 in Warschau) war ein polnischer Dirigent.

## Leben
Rowicki schloss seine Studien 1938 beim Konservatorium Krakau ab und wurde dort Professor für Violine. Während der deutschen Besetzung Polens war Rowicki Mitglied des Symphonieorchesters Krakau (Violine und Viola). Nach dem Krieg 1945 wurde er unter dem kommunistischen Regime Chef der Musikabteilung des polnischen Radios in Katowice (Kattowitz), Südpolen. Er gründete dort das Polnische Radioorchester (heute: Großes Symphonieorchester des polnischen Radios und Fernsehens).
1950 siedelte Rowicki nach Warschau über und gründete dort die Nationalphilharmonie. Er war, mit einer dreijährigen Unterbrechung 1955 bis 1958, als Bohdan Wodiczko die Philharmonie leitete, deren musikalischer Direktor bis zu seiner Pensionierung 1977 (Nachfolger Kazimierz Kord). Bekannt wurde er insbesondere als Interpret moderner polnischer Musik.
1983 bis 1985 war Rowicki als Nachfolger von James Loughran Chefdirigent bei den Bamberger Symphonikern (Nachfolger Horst Stein).

## Werk
Rowickis Aufnahmen umfassen:
- alle Symphonien von Antonín Dvořák
- Werke von Wojciech Kilar
- das Violinkonzert von Mieczysław Karłowicz
- verschiedene Werke von Karol Szymanowski
- Klavierkonzerte von Schumann und Prokofjew mit Swjatoslaw Richter, von Mozart mit Ingrid Haebler
- Ballettsuiten von Pjotr Tschaikowski
- die 5. Symphonie von Dmitri Schostakowitsch
- das Andante Spianato und die Grande Polonaise Brillante Es-Dur von Fryderyk Chopin (Aufnahme Complete Works von Muza Polskie Nagrania, XL 0057 SXL 0057)